# Arctiini
Arctiini là một tông bướm đêm trong họ Erebidae.

## Phân loại
Tông này trước đây được phân loài là phân họ Arctiinae trong họ Arctiidae. Sau khi họ Arctiidae được hạ xuống thành phân họ Arctiinae thuộc họ Erebidae, thì tông này cũng được đặt vị trí như hiện tại. Các tông cũ thuộc phân họ Arctiinae chuyển thành các phân tông mới, thay đổi hậu tố -ini thành -ina (như tông Callimorphini được chuyển thành phân tông Callimorphina). 

### Một số loài nổi bật
- Eupseudosoma involuta (Sepp, 1855)
- Halysidota leda (Druce, 1880)
  - Halysidota leda leda
  - Halysidota leda enricoi Toulgoët, 1978
- Halysidota schausi Rothschild, 1909
- Hypercompe icasia (Cramer, 1777)
- Opharus bimaculata (Dewitz, 1877)
- Pachydota albiceps (Walker, 1856)
- Pseudamastus alsa (Druce, 1890)
  - Pseudamastus alsa alsa
  - Pseudamastus alsa lalannei Toulgoët, 1985
- Utetheisa ornatrix (Linnaeus, 1758)
- Utetheisa pulchella (Linnaeus, 1758)